# Accantonamento (contabilità)
L'accantonamento è il processo contabile con il quale vengono stanziati dei fondi al fine di far fronte a degli impegni futuri incerti sia per l'ammontare che per la loro scadenza.
Il conto accantonamenti permette cioè di riservare una parte dell'utile e accumularla in specifici fondi che verranno poi utilizzati quando si presenterà l'entità definitiva della spesa.

## Legge italiana
Secondo l'art. 2424 bis, comma 3 C.C., gli accantonamenti per rischi ed oneri sono destinati a coprire perdite o debiti di natura determinata, di esistenza certa o probabile dei quali tuttavia alla chiusura dell'esercizio sono indeterminati l'ammontare o la data di sopravvenienza.
Secondo gli artt. 105, 106 e 107 del Testo unico delle imposte sui redditi, gli accantonamenti si suddividono in:
- accantonamenti di quiescenza e previdenza: accantonamenti a fondi in relazione al trattamento di fine rapporto, a favore del personale dipendente. Sono validi se vengono costituiti in conti individuali dei singoli dipendenti, e sono deducibili nei limiti delle quote maturate nell'esercizio; (Articolo 105 T.u.i.r.)
- svalutazione dei crediti e accantonamenti per rischi su crediti: accantonamenti ai fondi di svalutazione crediti. Essi sono deducibili in ciascun esercizio nel limite dello 0,50 per cento del valore nominale o del valore di acquisizione dei crediti, e non sono più deducibili se l’ammontare complessivo degli accantonamenti ha raggiunto il 5 per cento del valore; (Articolo 106 T.u.i.r. )
- altri accantonamenti:
  - accantonamenti a fronte delle spese per lavori ciclici di manutenzione e revisione delle navi e degli aeromobili;
  - accantonamenti a fronte delle spese di ripristino o di sostituzione dei beni gratuitamente devolvibili allo scadere della concessione e delle altre spese, nei casi di imprese concessionarie della costruzione di opere pubbliche e imprese sub-concessionarie;
  - accantonamenti a fronte degli oneri derivanti da operazioni a premio e da concorsi a premio. (Articolo 107 T.u.i.r.)

L’art. 107 comma 4 dispone che non sono ammesse deduzioni per accantonamenti diversi da quelli espressamente considerati, da intendersi come norma di chiusura.

## Tipologia
Gli accantonamenti danno origine a fondi di due tipologie: fondi per oneri e fondi per rischi. Entrambi i fondi rappresentano una passività per l'impresa che li riporta nel bilancio d'esercizio, tuttavia i primi fanno riferimento a passività di natura determinata ed esistenza certa, quindi ad obbligazioni già assunte alla data del bilancio, mentre i secondi fanno riferimento a passività potenziali che provengono da situazioni incerte ma già esistenti alla data del bilancio.
I fondi per oneri sono valori finanziari presunti che misurano dei costi di competenza dell'esercizio, ma che non sono ancora stati liquidati.
Gli oneri sono incerti sia nel loro ammontare sia per il momento in cui avverrà la manifestazione finanziaria.
I fondi per oneri non sono comuni a tutte le imprese, ma solo a quelle che si trovano in situazioni particolari:
- imprese che offrono al cliente una garanzia per un determinato periodo di tempo sul prodotto venduto: i costi relativi alle prestazioni per interventi in garanzia vengono accantonati al fondo per garanzie prestate;
- imprese che periodicamente effettuano revisioni e manutenzioni di particolari beni (quali aerei, navi, immobili, ecc.): i costi vengono accantonati al fondo manutenzione ciclica;
- imprese che ricorrono a buoni sconto e concorsi a premio per la promozione delle proprie vendite: la quota di costi relativa a esborsi monetari futuri per i buoni sconto o i concorsi a premio è accantonata nel fondo operazioni e concorsi a premio.

Gli accantonamenti a fondi rischi sono una delle applicazioni più significative del principio della prudenza. Si imputano, infatti, al reddito i componenti negativi che si presume possano manifestarsi in futuro. D'altra parte, essi rappresentano anche un'applicazione del principio della competenza economica, in quanto la quota da imputare viene calcolata sulla base di valutazioni che hanno lo scopo di determinare l'incidenza negativa del rischio sul reddito dell'esercizio, per il fatto che esso si riferisce ad operazioni in corso al momento della chiusura. Alcuni fondi per rischi sono:
- il fondo per imposte, anche differite, che è destinato ad accogliere gli accantonamenti a seguito di contenziosi con gli uffici tributari;
- il fondo responsabilità civile, che ha lo scopo di far fronte a danni derivanti dalla manifestazione di rischi ed eventi non coperti da assicurazione esterna (incidenti, danni a terzi, ecc.).

La distinzione tra fondi oneri futuri e fondi rischi, propria della tradizione contabile italiana, non è riconosciuta dai principi contabili internazionali.
Secondo gli IAS/IFRS (International Accounting Standards/International Financial Reporting Standards), se un evento risulta probabile ma l'ammontare dell'onere non è stimabile, oppure un evento è soltanto possibile, non è ammesso alcun accantonamento a un fondo.
Questi soggetti International Accounting Standards adopter, quali la società quotata, la banca e l'intermediario finanziario soggetti a vigilanza, le società che emettono strumenti finanziari diffusi, devono calcolare i cosiddetti accantonamenti previdenziali, tramite analisi specifiche differenti dai criteri civilistici. Per stabilire la quota di accantonamento con i modelli civilistici, dovranno essere fatte delle variazioni, in aumento o in diminuzione. (Circolare 28/02/2011 n.7 - Agenzia delle Entrate - Direzione centrale normativa: Le regole di determinazione del reddito dei soggetti tenuti all'adozione dei principi contabili internazionali IAS-IFRS)
Un esempio di accantonamento sono le spese per un processo in atto.
Posso mettere ogni mese nel conto accantonamenti 1000 euro per far fronte alle spese giudiziarie del processo in corso, in modo che quando dovrò effettivamente pagare tali spese avrò già da parte dei soldi predestinati a tal fine.
Un altro esempio può essere fatto in relazione al lavoratore subordinato. Se un imprenditore prevede che dovrà versare l’indennità di fine rapporto ad un suo dipendente, conseguentemente alla cessazione della subordinazione, potrebbe decidere di costituire un accantonamento, da utilizzare quando effettivamente cesserà il rapporto di lavoro subordinato con il suo dipendente.

## La ratio degli accantonamenti
Gli accantonamenti rappresentano somme di denaro che le imprese mettono da parte per fronteggiare spese future incerte ma potenzialmente probabili, svolgendo così una funzione di garanzia fondamentale, poiché consentono alle imprese di operare in modo più lungimirante e sostenibile nella gestione finanziaria.
Sebbene gli accantonamenti non siano deducibili fiscalmente, perché non rispettano i requisiti di certezza e definitività previsti dalla normativa, l'articolo 107 del Testo unico delle imposte sui redditi (TUIR) prevede la deducibilità per gli accantonamenti collegati a passività certe o quantificabili, per evitare che l'impresa riduca artificialmente il proprio reddito imponibile accantonando fondi non necessari.
Il Codice civile, attraverso l'articolo 2424-bis, stabilisce che gli accantonamenti per rischi e oneri siano destinati esclusivamente a coprire perdite o debiti di natura certa o probabile; inoltre, l'articolo 2423-bis richiede che il bilancio sia redatto con prudenza, imponendo di riportare le perdite prevedibili. Questi principi mirano a una rappresentazione veritiera della situazione patrimoniale dell'impresa, tutelando i creditori e lo Stato.
Inoltre, qualora un fondo sia stato dedotto, i relativi costi e spese non potranno essere dedotti nel momento in cui verranno effettivamente sostenuti. Al contrario, i fondi tassati non influenzano la deducibilità dei costi e delle spese quando questi verranno sostenuti.
In sintesi, quando un'impresa genera ricavi, deve anche riconoscere e contabilizzare le spese correlate che potrebbero sorgere in futuro, garantendo che il bilancio rappresenti una visione accurata della situazione economica aziendale.

## Gli accantonamenti nella classificazione del conto economico
Nel contenuto del conto economico, gli accantonamenti si ritrovano nell’aggregato B “costi di produzione”, in cui si dividono:
- B.12: gli accantonamenti per rischi, in particolare: rischi per penali su forniture, rischi per cause in corso, rischi per garanzie prodotti, rischi per garanzie prestate a terzi, rischi di natura finanziaria;
- B.13: gli altri accantonamenti, tra cui: i versamenti da effettuare al fondo rischi e oneri del passivo dello stato patrimoniale per la manutenzione ciclica degli impianti (esempio: manutenzione effettuata ogni due anni, si accantona una somma di denaro per sostenere tali costi), i buoni sconto, il ripristino dei beni devolvibili gratuitamente, il recupero ambientale e il ripristino dei beni in azienda condotta in usufrutto o affitto;
- B.14: oneri diversi di gestione: è una sezione in cui vengono incorporati tutti i costi di gestione che non sono ascrivibili ad altre sezioni e i costi accessori di natura non straordinaria. In questa sezione vengono collocati gli accantonamenti ai fondi per imposte. (Articolo 2425, numeri 12,13,14)

## Le problematiche degli accantonamenti
Gli accantonamenti nel reddito d'impresa hanno un ruolo molto importante nella contabilità aziendale, poiché costituiscono un meccanismo per la gestione e la pianificazione delle risorse. Gli accantonamenti però possono generare diverse problematiche, le quali possono influenzare in modo significativo l'accuratezza e la trasparenza della rappresentazione del reddito, riflettendosi anche sulle performance aziendali.
Sotto questo aspetto le problematiche e i limiti degli accantonamenti influiscono sulle decisioni strategiche delle imprese, infatti, una cattiva gestione degli accantonamenti può portare a scelte d’investimento non ottimali e a decisioni che possono danneggiare la crescita a lungo termine. Inoltre, l’incertezza nei bilanci aziendali può influire negativamente su investitori esterni e creditori.

### Il rischio di manipolazione contabile
Tra le principali problematiche si può rintracciare il rischio di manipolazione contabile.
Una precisa costruzione del rendiconto finanziario consente una corretta individuazione dei flussi di cassa futuri, e questo fa sì che la corretta quantificazione di tutti quegli accadimenti aziendali produttivi di flussi di cassa operativi, positivi o negativi che siano, risultino di fondamentale importanza.
Spesso tale rendiconto risulta carente nei bilanci delle imprese, poiché si costruisce per aggregazione di dati economici e di dati non finanziari, tra cui ammortamenti e accantonamenti, ed anche per differenze di saldi patrimoniali.
Un altro aspetto molto rilevante dal punto di vista tributario è il fatto che i principi di veridicità e di chiarezza su cui si basa il bilancio, impongono che vengano iscritti in bilancio accantonamenti per i tributi da pagare. Si parla del cosiddetto “Fondo Imposte”, che comprende debiti di esistenza certa o prevedibile ma di ammontare o scadenza incerta, o anche per oneri tributari da assolvere per l’esercizio in un momento successivo alla chiusura dello stesso.
Secondo la disciplina del Codice Civile, la corretta ripartizione è la seguente:
-    Gli oneri certi alla fine dell’esercizio anche se da assolvere in un momento posteriore alla chiusura di esso, dovrebbero affluire alla voce “Imposte e Tasse” (Articolo 2425, al numero 5);
-    L’accantonamento al vero “Fondo Imposte” dovrebbe essere stanziato a fronte di oneri ipotizzabili e di scadenza incerta, ma  anche di rischi generici per accertamenti fiscali.
L’articolo 61 del Decreto del Presidente della Repubblica numero 597 del 1973 permette di formulare alcuni principi:
-    Non sono deducibili le imposte sul reddito, come l’IRPEF, e quelle per le quali è prevista la rivalsa, anche facoltativa;
-    Le altre imposte sono deducibili nel periodo di imposta in cui avviene il pagamento o ha inizio la riscossione dei ruoli in cui sono iscritte (Imposta locale sui redditi);
-    Gli accantonamenti per imposte non ancora definitivamente accertate sono deducibili nei limiti dell’ammontare corrispondente alle dichiarazioni annuali, agli accertamenti degli Uffici o alle decisioni delle Commissioni tributarie.

### Complessità normativa e limiti di comunicazione
Una seconda problematica collegata agli accantonamenti è la complessità della normativa con i suoi  relativi limiti di comunicazione. Le normative contabili a livello internazionale possono presentare numerose differenze, come riportato dai principi previsti nell’IFRS (International Financial Reporting Standards) o dal GAAP (Generally Accepted Accounting Principles). Nonostante lo scopo di questi principi contabili sia proprio quello di ridurre le differenze e permettere un confronto preciso dei dati finanziari tra le diverse imprese, è possibile riscontrare numerose problematiche relative alla gestione degli accantonamenti, specialmente per le aziende multinazionali, che devono conformarsi ad una disciplina spesso diversa o ambigua.
A questo proposito, un altro testo fondamentale è l’IAS (International Accounting Standards), il quale è stato un primo tentativo di standardizzazione mondiale delle regole di contabilità ed
include i principi adotti dall’Unione Europea. Proprio questo testo prevede per la disciplina degli accantonamenti una trattazione più ordinata e precisa: prima distingue gli accantonamenti dalle altre forme di passività (come ad esempio debiti commerciali e stanziamenti per debiti presunti e poi inserisce l’istituto in quadro più ampio di valutazione del contesto e applicazione delle disposizioni. Da ciò si può evincere come le informazioni relative agli accantonamenti, soprattutto a livello extra nazionale, possano risultare complesse e poco comprensibili, il che potrebbe alterare di conseguenza le relazioni commerciali e creare difficoltà nella valutazione della reale situazione economica dell’impresa; soprattutto se non vengono adottate pratiche di gestione più trasparenti e non viene prodotta una legislazione più rigorosa.

### L'incertezza della stima
Un'ulteriore problematica è relativa all’incertezza della stima degli accantonamenti, poiché molti di essi sono basati su previsioni che possono risultare errate a causa di variabili esterne poco prevedibili. A tal proposito bisogna tenere in particolare considerazione rischi ed incertezze: i primi incidono su quanto sia variabile il risultato, poiché una modifica del rischio, può far aumentare l’ammontare di una passività. In questi casi è necessaria cautela nel giungere a una stima in condizioni di incertezza: in questo modo i ricavi o le attività non vengono sopravvalutati e i costi o le passività non vengono sottostimati; tuttavia, l’incertezza non giustifica l’iscrizione di accantonamenti eccessivi o l’intenzionale sovrastima delle passività. Per esempio: se la previsione dei costi di un risultato particolarmente negativo è stimata secondo il criterio della prudenza, quel risultato non sarà deliberatamente trattato come più probabile di quanto realisticamente sia la situazione. É, quindi, necessaria attenzione per evitare di effettuare doppie rettifiche dovute a rischio e incertezza con conseguenti sovrastime di un accantonamento.
Le incertezze, invece, vanno indicate relativamente all’ammontare o alla tempistica degli esborsi e, laddove risulti necessario fornire adeguate informazioni, l’entità deve evidenziare le principali ipotesi formulate su eventi futuri.